# Adad-nirari I.
Adadnirari I., asirski kralj, * 1295 pr. n. št., † 1264 pr. n. št..
Premagal je kasitskega kralja Nazimarateša in mitanska kralja Šattuaro I.  in njegovega sina Vasašato). Celotno Mezopotamijo je vključil v svojo državo. Pozneje je izgubil velike dele ozemlja na račun Hetitov. Na vzhodu je obranil državo pred napadi gorskih ljudstev. Povečal je palačo in tempelj v Ašurju in mesto dodatno utrdil. Gradil je tudi v provincah.

## Sklic
1. ↑  Axe blade, AO 29146.